# Miki Yanagi
Miki Yanagi (柳 美稀 Yanagi Miki?) (Osaka, Japón; 24 de agosto de 1997) es una actriz y modelo de Jiotto Model Management. Es conocida por su rol como Sela la guerrera Zyuoh Shark en la serie Super Sentai N°40 Dōbutsu Sentai Zyuohger.

## Biografía y carrera
Nació en la prefectura de Osaka el 24 de agosto de 1997.
Su debut como actriz fue en el 2016 dentro de la serie Dōbutsu Sentai Zyuohger como Sela.

## Filmografía

### Serie de televisión
| Año  | Título                         | Rol                | Red               | Notas         |
| ---- | ------------------------------ | ------------------ | ----------------- | ------------- |
| 2016 | Dōbutsu Sentai Zyuohger        | Sela / Zyuoh Shark | TV Asahi          | Rol de debut  |
| 2017 | Sakura's OyakoDon              | Rie Masaki         | Fuji TV, Tokai TV |               |
| 2018 | Futari Monologue               | Mikage Mikuriya    | Abema TV          | Rol principal |
| 2018 | Kakegurui – Compulsive Gambler | Midari Ikishima    | MBS               |               |
| 2018 | Investor Z                     | Takako Watanabe    | TV Tokyo          |               |
| 2019 | Kakegurui Season 2             | Midari Ikishima    | MBS               |               |
| 2019 | Sign                           | Sayaka Miyajima    | TV Asahi          |               |
| 2020 | Rent-a-Person Who Does Nothing | Hiromi             | TV Tokyo          | Episodio 3    |
| 2020 | 24 Japan                       | Suzu Hakozaki      | TV Asahi          |               |

### Película
| Año  | Título                                                                                   | Rol              | Notas      |
| ---- | ---------------------------------------------------------------------------------------- | ---------------- | ---------- |
| 2016 | Shuriken Sentai Ninninger vs. ToQger the Movie: Ninja in Wonderland                      | Zyuoh Shark      | Rol de voz |
| 2016 | Doubutsu Sentai Zyuohger the Movie: The Exciting Circus Panic!                           | Sela/Zyuoh Shark |            |
| 2017 | Doubutsu Sentai Zyuohger vs. Ninninger the Movie: Super Sentai's Message from the Future | Sela/Zyuoh Shark |            |
| 2017 | Kamen Rider × Super Sentai: Ultra Super Hero Taisen                                      | Zyuoh Shark      | Rol de voz |
| 2017 | Doubutsu Sentai Zyuohger Returns: Give Me Your Life! Earth Champion Tournament           | Sela/Zyuoh Shark |            |
| 2018 | Karts in Suzuka                                                                          | Askia Nanagi     |            |
| 2019 | Kakegurui – Compulsive Gambler                                                           | Midari Ikishima  |            |
| 2021 | Kakegurui – Compulsive Gambler Part 2                                                    | Midari Ikishima  |            |

### Videojuego
| Año  | Título                                       | Rol              | Notas        |
| ---- | -------------------------------------------- | ---------------- | ------------ |
| 2016 | Doubutsu Sentai Zyuohger: Battle Cube Puzzle | Sela/Zyuoh Shark | Nintendo 3DS |

### Otros
| Año  | Título                        | Rol         | Notas                           |
| ---- | ----------------------------- | ----------- | ------------------------------- |
| 2017 | Zyuden Sentai Kyoryuger Brave | Zyuoh Shark | Rol de voz (Cameo, Episodio 12) |